# 17121 Fernandonido
17121 Fernandonido è un asteroide della fascia principale. Scoperto nel 1999, presenta un'orbita caratterizzata da un semiasse maggiore pari a 2,6122825 UA e da un'eccentricità di 0,1007114, inclinata di 6,23406° rispetto all'eclittica.